# Денисенко, Артём Вячеславович
Артём Вячеславович Денисенко (бел. Арцём Вячаслававіч Дзенісенка; род. 12 апреля 1999, Брест) — белорусский футболист, вратарь клуба «Ислочь».

## Биография
Воспитанник брестского «Динамо». В 2016 году начал выступать за дублирующий состав команды. В основном составе команды провёл одну игру — 29 июля 2018 года в матче Кубка Беларуси против «Клеческа» (2:2, по пенальти 2:0).
Летом 2019 года перешёл на правах аренды в другой клуб из Бреста — «Рух». В январе 2020 года подписал полноценный контракт с клубом. В чемпионате Беларуси дебютировал 2 августа 2020 года в матче против «Минска» (1:0).
В марте 2022 года перешёл в бобруйскую «Белшину». Дебютировал за клуб 30 апреля 2022 года в матче против «Торпедо-БелАЗ». По ходу сезона стал основным вратарём клуба.
В мае 2023 года по решению контрольно-дисциплинарного комитета АБФФ был оштрафован за участие в договорных матчах и получил шестимесячную дисквалификацию в случае неуплаты штрафа.
В августе 2023 года футболист перешёл в «Ислочь».
На сезон 2025 года заявлен в качестве игрока новополоцкого «Нафтана».

## Достижения
«Динамо-Брест»
- Обладатель Суперкубка Беларуси: 2019